# Enzo Robotti
Enzo Robotti (Alexandria (Itália), 13 de junho de 1935) é um ex-futebolista italiano que atuava como defensor.

## Carreira
Enzo Robotti fez parte do elenco da Seleção Italiana na Copa do Mundo de 1962, no Chile, ele fez três partidas.